# Tabulasi
Tabulasi ist eine osttimoresische Aldeia im Suco Seloi Craic (Verwaltungsamt Aileu, Gemeinde Aileu). 2015 lebten in der Aldeia 412 Menschen.

## Geographie und Einrichtungen
Die Aldeia Tabulasi liegt im Südwesten des Sucos Seloi Craic. Südlich befindet sich die Aldeia Halalmeta und östlich die Aldeias Casamou und Lio. Im Südosten grenzt Tabulasi an die Sucos Hoholau und Seloi Malere, im Südwesten an den Suco Lauala (Verwaltungsamt Ermera, Gemeinde Ermera) und im Norden an die Sucos Fatuquero, Railaco Craic und Railaco Leten (Verwaltungsamt Railaco, Gemeinde Ermera). Die Straße von Gleno, der Hauptstadt der Gemeinde Ermera, nach Turiscai folgt grob der Grenze zwischen Tabulasi und Railaco Leten. Die Weiler Lebidodon und Lumluli an der Straße gehören zu Tabulasi. Die Grenze zu Lauala bildet der Gleno, ein Nebenfluss des Lóis. Zum Gleno hin fließen zwei kleinere Flüsse, die den Westen Tabulasis eingrenzen. Allerdings überschreitet die Aldeia etwas östlich den nördlichen Fluss, so dass der dortige Weiler, ein Vorort der Stadt Gleno, zu Tabulasi gehört.
Die Stadt Gleno liegt direkt an der Grenze zu Tabulasi. Von ihr führt eine kleine Piste durch den Westen der Aldeia, vorbei an einer weiteren kleinen Siedlung zum Dorf Mautobalau. Die Piste führt dann weiter nach Nordosten zur Überlandstraße Gleno–Turiscai. Nach Süden geht von Mautobalau eine Straße zum Dorf Tabulasi und dann weiter, über den Weiler Lebutun, in das Dorf Halameta (Aldeia Halalmeta).
Im Dorf Tabulasi gibt es eine Grundschule, ein Wassertank und das „Haus der Riten“ (Uma Lisan) von Dou-basar.

## Politik
2023 wurde Americo Faria zum Chefe de Aldeia gewählt.